# Adiantum incertum
Adiantum incertum är en kantbräkenväxtart som beskrevs av Carl Axel Magnus Lindman. Adiantum incertum ingår i släktet Adiantum och familjen Pteridaceae. Inga underarter finns listade.